# Michał Owczarczak
Michał Tadeusz Owczarczak (ur. 10 stycznia 1975 w Gdańsku) – polski polityk, urzędnik samorządowy, w latach 2007–2015 wicewojewoda pomorski.

## Życiorys
Ukończył III Liceum Ogólnokształcące w Gdańsku, następnie studiował politologię na Uniwersytecie Gdańskim, nie uzyskując tytułu zawodowego magistra.
Od połowy lat 90. należał do Unii Wolności. W latach 1998–1999 był przewodniczącym Stowarzyszenia „Młodzi Demokraci” w Gdańsku, następnie do 2002 przewodniczył regionowi pomorskiemu tej organizacji. W latach 1999–2004 pracował w Pomorskim Urzędzie Wojewódzkim, m.in. na stanowisku asystenta wojewody pomorskiego. Pracę zawodową kontynuował w Kancelarii Sejmu, gdzie przez blisko dwa lata był asystentem ówczesnego wicemarszałka Sejmu Donalda Tuska.
Wstąpił w międzyczasie do Platformy Obywatelskiej. Od 2006 do 2008 pełnił funkcję sekretarza regionu pomorskiego tej partii, następnie został skarbnikiem pomorskiej PO. Zasiadł też w radzie krajowej tego ugrupowania. W latach 2005–2007 pracował jako dyrektor wojewódzkiego biura poselsko-senatorskiego PO w Gdańsku.
Od 2003 do 2006 pełnił funkcję wiceprzewodniczącego rady nadzorczej Polskiego Radia Koszalin. Zasiadał również w radzie nadzorczej Międzynarodowych Targów Gdańskich. W 2006 został powołany do zarządu Centrum Rozwoju Edukacji Obywatelskiej. W wyborach samorządowych w tym samym roku uzyskał mandat radnego sejmiku pomorskiego.
27 grudnia 2007 premier Donald Tusk powołał go na stanowisko wicewojewody pomorskiego, w związku z czym przestał pełnić mandat radnego. W wyborach parlamentarnych w 2015 bezskutecznie kandydował do Sejmu. 9 grudnia tego samego roku został odwołany z funkcji wicewojewody pomorskiego. W 2017 i 2021 powoływany w skład Rady Programowej TVP3 Gdańsk. Pełnił funkcję dyrektora ds. jakości i rozwoju w Kociewskim Centrum Zdrowia. Później objął stanowisko wiceprezesa zarządu Szpitala Dziecięcego Polanki im. Macieja Płażyńskiego w Gdańsku.

## Życie prywatne
Żonaty z Agnieszką, ma córkę Polę i syna Franka.